# Muž z Vysokého zámku (seriál)
Muž z Vysokého zámku (v anglickém originále The Man in the High Castle) je americký antiutopický televizní seriál z alternativní historie, natočený americkou společností Amazon Studios na motivy stejnojmenného románu Muž z Vysokého zámku od amerického sci-fi spisovatele Philipa K. Dicka. Premiérově byl vysílán v letech 2015–2019 na streamovací službě Prime Video.
Děj seriálu je situován do doby, ve které spojenectví uskupení Osa Berlín–Řím–Tokio vyhrálo druhou světovou válku. Spojené státy byly rozděleny do tří částí: Japonské pacifické státy americké, které zahrnují bývalé Spojené státy na západ od Skalistých hor; Nacistický stát, který zahrnuje východní polovinu bývalých Spojených států; a neutrální zóna, která je hraničním pásmem mezi těmito dvěma oblastmi.
Pilotní díl měl premiéru v lednu 2015. Následujícího měsíce byla Amazonem objednána 10dílná řada, která byla premiérově odvysílána 20. listopadu téhož roku. Druhá řada, čítající také 10 dílů, měla premiéru 16. prosince 2016. O pár týdnů později byla oznámena produkce třetí řady, která byla zveřejněna 5. října 2018. V červenci 2018 bylo na conu San Diego Comic-Con ohlášeno, že seriál získal čtvrtou řadu. V únoru 2019 Amazon potvrdil, že se jedná o finální řadu seriálu. Její premiéra se uskutečnila 15. listopadu 2019.

## Vysílání
| Řada | Díly | Premiéra na Prime Videu |
| ---- | ---- | ----------------------- |
| 1    | 10   | 20. listopadu 2015      |
| 2    | 10   | 16. prosince 2016       |
| 3    | 10   | 5. října 2018           |
| 4    | 10   | 15. října 2019          |